# 고유지진
고유지진(固有地震, characteristic earthquake)은 특정한 단층에서 거의 비슷한 간격과 규모로 주기적으로 반복해서 발생하는 지진을 말한다. 고유지진은 각 지진의 진원역과 규모, 지진파형까지 거의 비슷하기 때문에 유사지진(일본어: 相似地震)이라 부르기도 한다.
지진은 지구의 지각 내에서 거의 무작위적으로 발생한다고 여겨지지만, 고유지진처럼 일정한 시간 간격을 두고 거의 동일한 진원역과 규모의 지진이 반복해서 일어난다는 학설을 고유지진설이라고 부른다. 현재 지진학계에서는 일반적으로 규모 M6-7을 넘는 대지진의 경우 대부분 고유지진으로 보고 있다.

## 정의
고유지진의 유무는 지하 특정 장소의 지진 기록을 조사하면 알 수 있다. 특정 장소의 지진 모멘트와 규모의 그래프(M-T 그래프)를 시계열로 분석하고 그래프에 일정한 간격으로 증가하는 부분이 있으면 이를 고유지진으로 볼 수 있다. 고유지진은 주로 규모 M6-8의 중대규모 지진인 경우가 많지만, 규모 M2-4 정도의 미소지진에서도 발견할 수 있다.
대표적인 고유지진으로 일본 이와테현 가마이시시 해역 태평양 방면 북위 39-40도, 동경 141-142도, 깊이 약 50 km 부근에서 약 5.5년 간격으로 발생하는 규모 M4.8 정도의 지진을 예로 들 수 있으며, 1957년 이후 약 10차례 이상 발생이 확인되었다.
- 1957년 9월 27일 - M4.8
- 1962년 7월 30일 - M4.9
- 1968년 10월 17일 - M4.9
- 1973년 12월 8일 - M4.8
- 1979년 7월 19일 - M4.8
- 1985년 3월 1일 - M4.8
- 1990년 7월 16일 - M4.8
- 1995년 3월 11일 - M4.8
- 2001년 11월 13일 - M4.7
- 2008년 1월 11일 - M4.7

고유지진이라는 개념은 20세기 중반부터 다소 다른 형태로 제시되었다. 월레스(Wallace, 1970년), 마츠다(1975년), 세흐의 1981년 제시한 특이지진모델(uniform-earthquake model), Wesnousky et al.가 제시한 1983년 최대지진모델(maximum-earthquake model), Schwartz와 Coppersmith가 1984년 제시한 고유지진가설(characteristic earthquake hypothesis) 등이 그 예시이다. 경험적으로 피해를 주는 지진이나 규모 M6-7 이상의 대지진이 고유지진으로 분류하기 쉽다고 여겨지며 위에서 예시로 들은 가마이시 해역 지진과 같은 규모 M5 정도의 고유지진은 드물다. 하지만 규모가 작아 지진 발생 간격도 짧아 연구에 매우 적합해 자주 연구 대상이 되는 지진이다.

## 원인
고유지진이 발생하는 원인은 크게 2가지로 나눌 수 있다.
1. 단층(진원역)에 일정한 속도로 응력이 축적되고, 그 응력이 주기적으로 방출(지진)되서 발생한다.
2. 고유지진의 진원역이 거의 일정하므로 어떠한 원인에 의해 매번 비슷한 지역에 애스패리티 혹은 전이영역이 형성된다.

유력한 지진 발생 모델인 애스패리티 모델에 따르면 고유지진의 진원역이 되는 영역 주변에는 반드시 축적된 영역을 짧은 주기로 빠르게 방출하는 영역인 전이영역이 발생한다. 전이영역에서는 미소지진이 반복적으로 발생하거나 비지진성 미끄러짐이 발생해 응력을 주기적으로 방출하고 있다. 한편 이에 둘러싸인 진원역만이 응력이 계속 쌓이는 영역, 즉 고착영역이 된다. 애스패리티는 그 구조상 강한 고착력을 가지고 있기 때문에 쉽게 지진이 일어나지 못하고 응력한계에 도달해야지만 지진을 일으켜 응력이 해소된다.
고유지진에서는 발생 장소나 규모 외에도 단층이 미끄러지는 방향이나 단층각과 같은 발진기구해, 지진동의 파형도 거의 비슷하다는 특징이 있다. 이는 같은 단층에서 비슷한 기작으로 지진이 일어나기 때문이다.
하지만 고유지진의 원인과 관련해 밝혀지지 않은 문제도 존재한다. 연동형지진이 대표적인 예시인데 도카이·도난카이·난카이 지진의 단발형이나 간토 대지진-겐로쿠 지진 연동형 사가미 해곡 거대지진의 경우 단발성 지진의 발생 간격의 수 배 간격으로 연동형 고유지진이 발생하는 것으로 알려져 있다. 그 원인은 연구가 진행중이다. 또한 난카이 지진 등 발생 기록이 남아 있는 고지진의 발생 간격이 매우 불일치한 원인에 대해서도 연구중이다.

## 재현률
일반적으로는 구텐베르크-릭터 법칙에 따라 규모가 커질수록 지진 발생 빈도는 기하급수적으로 감소하는 관계를 가지고 있지만, 고유지진의 경우 이 관계식에서 벗어난 최대 규모 지진이 존재한다. 따라서 고유지진이 존재하는 지역에서 관계식을 계산하면 실제 관측 횟수는 고유지진을 제외하면 이보다 더 적어진다. 1970년 월레스의 정의에 따르면 단층의 장기변위량을 D, 단층의 장기변위속도를 C, 단층 크리프 변위속도를 S라고 했을 때 고유지진의 재현기간 R은 아래와 같다.
{\displaystyle R={\frac {D}{(S-C)}}}
현재는 위의 정의를 사용한 식에다가 지질조사를 통해 얻은 추정 변위를 적용해 대지진의 발생 간격을 어느 정도 예측하는 데 사용하고 있다. 해구형지진 외에도 단층지진의 확률론적 발생 예측도 위의 원리를 사용한다.

## 일본의 주요 고유지진
대표적인 일본의 고유지진으로 도카이-도난카이-난카이 지진이 있으며 단독지진으로는 약 M8.0의 규모로 약 100-150년 간격으로 발생하는 고유지진이다. 이 외에도 일본 주변 지역에서 발생하는 M7-8급 해구형지진은 거의 모두 고유지진이다. 도카이-도난카이-난카이 지진처럼 판의 섭입대 자체가 지형에 따라 3개의 세그먼트로 나누어져 진원역이 자연적으로 구분되는 지역도 있고, 진원역이 불분명해 고유지진이 존재한다고 추정되지만 이를 정확하게 분류할 수 없는 지역도 존재한다.
| 지진명 | 발생 주기   | 예상 규모 (M) | 참고 |
| --- | ----------- | ------------- | --- |
| 네무로반도 해역 지진 | 70년 전후   | M7.9 전후     | 마지막으로 발생한 지진은 1973년이다. 아래의 도카치 해역과 연동될 경우 최대 규모는 M8.3 전후로 증가한다.                                 |
| 도카치 해역 지진 | 70년 전후   | M8.1 전후     | 마지막으로 발생한 지진은 2003년이다. 위의 네무로반도 해역과 연돌될 경우 최대 규모는 M8.3 전후로 증가한다.                               |
| 산리쿠 해역 북부 지진                                                                                                   | 100년 전후  | M8.0 전후     | 마지막으로 발생한 지진은 1968년이다. 에리모곶 서쪽 해역이 포함된다.                                                                     |
| 미야기현 해역 지진 | 35-40년     | M7.5 전후     | 대표적인 지진으로 1978년 미야기현 해역 지진이 있다. 아래의 산리쿠 해역과 연동할 경우 최대 규모는 M8.0 전후로 증가한다.                  |
| 산리쿠 해역 남부 지진 (산리쿠 해역 남부 해구 부근)                                                                      | 100년 전후  | M7.7 전후     | 대표적인 지진으로 1897년 지진이 있다.                                                                                                   |
| 후쿠시마현 해역 지진 | 400년 전후  | M7.4 전후     | 대표적인 지진으로 1938년 후쿠시마현 동쪽 해역 지진이 있다.                                                                              |
| 이바라키현 해역 지진 | 약 21년     | M6.7-7.2      | 대표적인 지진으로 2008년 지진이 있다.                                                                                                   |
| (산리쿠 해역-보소 해역 해구 부근)                                                                                       | 130년 전후  | M8.2 전후     | 대표적인 지진으로 1896년 메이지 산리쿠 해역 지진과 1933년 쇼와 산리쿠 해역 지진이 있다.                                                 |
| 사가미 해곡 거대지진 (다이쇼형)                                                                                         | 200-400년   | M7.9 전후     | 1923년 간토 대지진이 해당된다. 가나가와현, 도쿄만 남부, 보소반도 서부 지역이 진원역이다. 북아메리카판과 필리핀해판의 경계에서 발생한다. |
| 사가미 해곡 거대지진 (겐로쿠형)                                                                                         | 2000년 이상 | M8.1 전후     | 1703년 겐로쿠 지진이 해당된다. 위의 다이쇼형 지진의 진원역에 더해 보소반도 남쪽 해역에서 동남쪽 해역까지의 넓은 지역이 진원역이다.      |
| 사가미 해곡과 도카이 사이 이즈반도, 단자와 산지, 후지산 지역에서는 역사적으로 해구형 고유지진의 발생이 확인되지 않았다. |             |               | |
| 도카이 지진 | 100-150년   | M8.0 전후     | 마지막으로 발생한 지진은 1854년 안세이 도카이 지진이다. 도카이-도난카이-난카이 연동형일 경우 M8.5-8.7 정도로 추정된다.                  |
| 도난카이 지진 | 90-150년    | M8.1 전후     | 마지막으로 발생한 지진은 1944년 쇼와 도난카이 지진이다.                                                                                 |
| 난카이 지진 | 90-150년    | M8.4 전후     | 마지막으로 발생한 지진은 1946년 쇼와 난카이 지진이다. 위의 도난카이 지진과 연동할 경우 최대 규모가 M8.5 전후로 올라간다.                |
| 휴가나다 지진 | 200년 전후  | M7.6 전후     | 분고 수도 남부와 휴가나다에서 발생한다.                                                                                                 |
| 휴가나다 지진 (M7급) | 20-30년     | M7.1 전후     | 1961년, 1987년 휴가나다 지진이 해당한다. 진원역은 작은 편이며 위의 휴가나다 지진 중 산발적으로 발생한다.                                |

- 우라카와 해역 지진과 아오모리현 동쪽 해역 지진 등 홋카이도 히다카 지청에서 아오모리현에 이르는 해역에서는 준주기적으로 M7-7.6 규모의 지진이 발생하고 있지만 고유지진으로 명확하게 밝혀지지 않은 부분이 많다.

| 지진명                      | 발생 주기    | 예상 규모 (M) | 참고 |
| --------------------------- | ------------ | ------------- | --- |
| 게이요 지진                 | 60-70년 전후 | M6.7 - 7.4    | 1905년과 2001년의 지진이 존재한다. 안키나다, 이요나다, 분고 수도가 진원역이다.                                                               |
| 난세이 제도 인근의 중발지진 | 불명         | 불명          | 1909년 미야자키현 서부 해역 지진(M7.6, 종류 불명)과 1911년 기카이섬 지진(M8.0, 침강한 해양판 내부 지진으로 추정)이 해당한다.                 |
| 난세이 제도 인근의 천발지진 | 불명         | 불명          | 1901년 아마미오시마 근해 지진(M7.5, 종류 불명)과 1938년 미야코시마 서북쪽 해역 지진(M7.2, 오키나와 해곡의 판 내부 지진으로 추정)이 해당한다. |

| 지진명                    | 발생 주기        | 예상 규모 (M) | 참고 |
| ------------------------- | ---------------- | ------------- | --- |
| 홋카이도 서북쪽 해역 지진 | 3900년 정도      | M7.8 정도     | 지질 조사를 통해 2100년 전에 해당 지진이 발생했던 것으로 추정된다. 동해 동연 변동대의 일부이다. |
| 홋카이도 서쪽 해역 지진   | 1400-3900년 정도 | M7.5 전후     | 1940년 샤코탄반도 해역 지진(M7.5)가 해당하는 지진이다. 동해 동연 변동대의 일부이다. |
| 홋카이도 남서쪽 해역 지진 | 500-1400년 정도  | M7.8 전후     | 1993년에 마지막으로 발생했다. 동해 동연 변동대의 일부이다. |
| 아오모리현 서쪽 해역 지진 | 500-1400년 정도  | M7.7 전후     | 1983년 동해 중부 지진이 해당한다. 동해 동연 변동대의 일부이다. |
| 사도가섬 북쪽 해역 지진   | 500-1000년 정도  | M7.8 정도     | 지질 조사를 통해 재발 간격을 추정했다. 동해 동연 변동대의 일부이다. |
| 아키타현 해역 지진        | 1000년 정도 이상 | M7.5 정도     | 지질조사와 주변 지역의 지진 활동과의 연계성을 통해 재발 간격을 추정했다. 동해 동연 변동대의 일부이다. |
| 야마가타현 해역 지진      | 1000년 정도 이상 | M7.7 전후     | 1833년 쇼나이 해역 지진(M7.5)이 해당한다. 동해 동연 변동대의 일부이다. |
| 니가타현 북부 해역 지진   | 1000년 정도 이상 | M7.5 전후     | 1964년 니가타 지진이 해당한다. 동해 동연 변동대의 일부이다. |
| 미나미칸토 직하지진       | 23.8년           | M6.7-7.2 정도 | 1855년 안세이 에도 지진(M6.9) 1894년 메이지 도쿄 지진(M7.0), 1894년 도쿄만 인근 지진(M6.7), 1895년 이바라키현 남부 지진(M7.2), 1921년 이바라키현 남부 지진(M7.0), 1922년 우라가 수도 지진(M6.8), 1987년 지바현 동쪽 해역 지진(M6.7)이 해당한다. |
| 오다와라 지진             | -                | -             | 1633년 간에이 오다와라 지진(M7.0), 1782년 텐메이 오다와라 지진(M6.7), 1853년 가에이 오다와라 지진(M6.7)이 이에 해당한다. 진원역이 명확하지 않아 지진조사위원회 평가에서는 위의 미나미칸토 직하지진과 묶어서 평가하고 있다.                      |
| 요나구니섬 부근 지진      | 100년 전후       | M7.8 전후     | 1966년 지진이 이에 해당한다. |

- 동해의 일본쪽 연안의 동해 동연 변동대에서 일어나는 지진은 지질학적으로 아무르판과 오호츠크판이 만나는 경계부에서 일어나는 판 경계간 지진이지만 지진의 매커니즘이 단층각이 큰 고각의 역단층이기 때문에 해구형지진과는 다르다.

## 같이 보기
- 유발지진
- 연동형지진

## 참고 문헌
- 三陸沖の固有地震的地震活動 (PDF)  五十嵐俊博、『なゐふる』31号、日本地震学会、2002年5月。（M-T図 보관됨 2010-01-20 - 웨이백 머신）
- プレート間地震から見た固有地震説 (PDF)  石辺岳男、島崎邦彦、『歴史地震』第22号、pp.157-167、2007年、歴史地震研究会
- 固有地震説雑考 (PDF)  垣見俊弘
- 相似地震によるプレート運動モニタリング 防災科学技術研究所
- 震源精度向上と地震活動情報の高度化に関する研究「相似地震の発生確率評価」 보관됨 2010-12-25 - 웨이백 머신 気象庁気象研究所 地震火山研究部、2009年4月17日。
- 相似地震により推定されたプレート間すべり 보관됨 2012-01-19 - 웨이백 머신 東北大学地震・噴火予知研究観測センター。東日本太平洋側の地震観測データから相似地震を抽出している。